# ラメチャープ郡
ラメチャープ郡(ラメチャープぐん、ネパール語: रामेछाप जिल्ला)は、ネパール東部のバグマティ州の郡。
郡都はマンタリ。
2021年国勢調査の人口は17万620人。
面積は1546km2。 
ネパール地震 (2015年)で特に甚大な被害があり、ネパール政府から優先地域に指定された。